# Qosmio

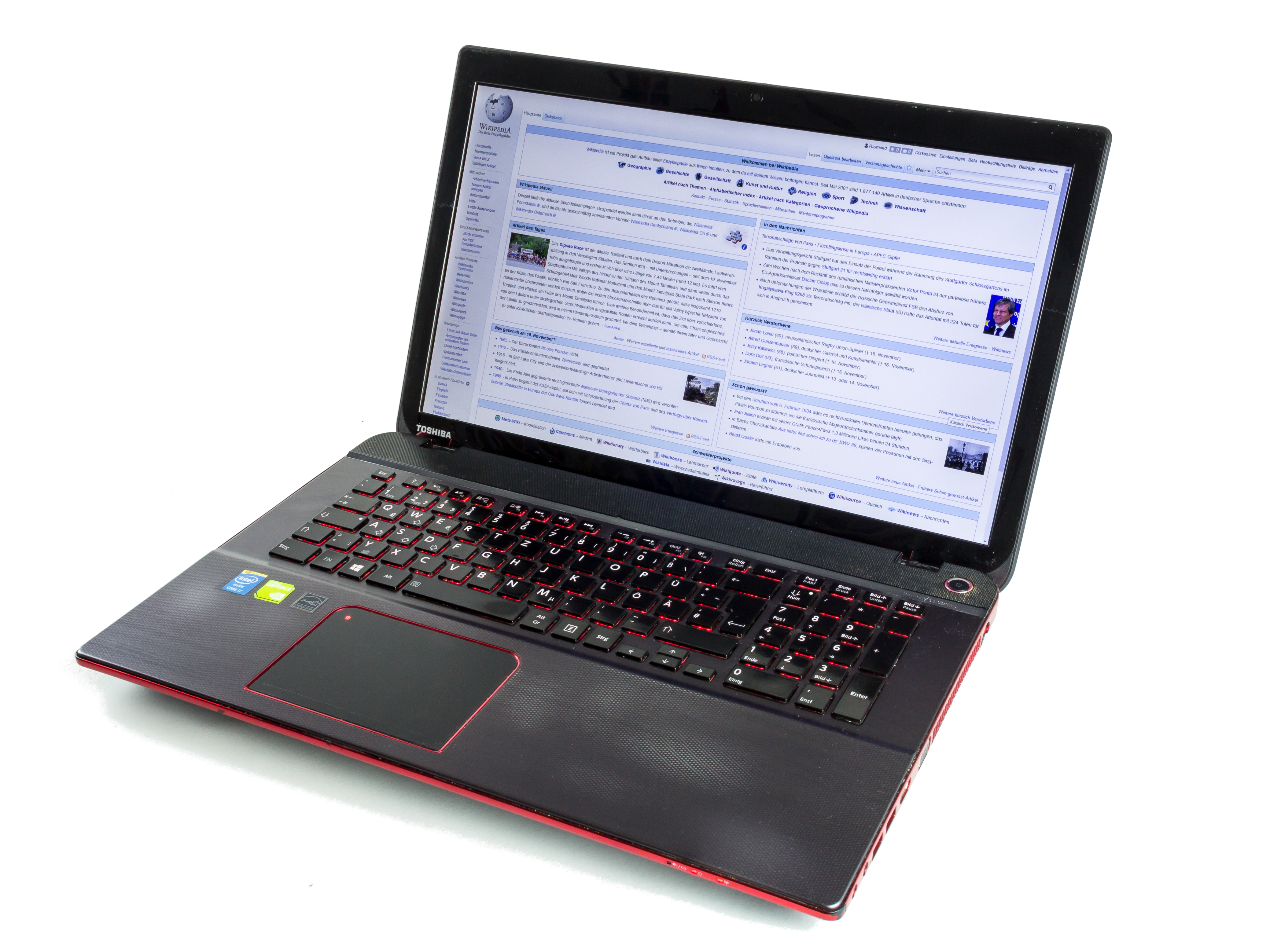
Toshiba Qosmio X70-A

Qosmio（コスミオ）は、かつて存在した東芝（現・Dynabook）製ノートパソコンの商品名、および商標である。Windows 8（2013年2月現在）をプリインストールしたPC/AT互換機。
同社のメインブランドであるdynabookのフラッグシップAVノートモデルであるが、同ブランドの高性能グラフィックス搭載モデルとして「dynabook Qosmio」を用い、棲み分けを行っていたが、2010年夏モデルでは「dynabook Qosmio」に揃えられた。2010年秋冬モデルからの命名ルール変更により、TVチューナー搭載モデルに用いることになった。
2013年夏モデルを最後に販売を終了しており、現在は発売されていない。

## 概要
2004年8月発売開始。従来の製品よりも高画質化していることをセールスポイントにし、シリーズ開始以来テレビチューナーを標準装備しているのが特徴。なお、どの機種も重量が4kg以上とノートパソコンとしてはかなり重いため、デスクトップパソコンの代替として用いられる。CMキャラクターは田村正和と山下智久（2009年からは山下が単独で担当）。これに関連し、2008年3月公開の山下智久主演の『映画 クロサギ』とタイアップし、映画と連動したQosmioのCMを放送したり、映画の中にもQosmioが登場した。
2006年夏モデルからはHD DVDドライブを搭載していたが、2008年2月19日にHD DVD事業からの撤退を表明。HD DVD機器の生産・新規開発を停止（参照1）した事により、HD DVD-RWドライブを搭載していた2008年春モデルを最後にHD DVDドライブ搭載モデルが姿を消し、以降はQosmio発売当時から続いたDVDスーパーマルチドライブ搭載モデルのみとなった。2009年8月にブルーレイ・ディスク・アソシエーションへの加盟申請を発表（参照2）。その約2ヵ月後には早速、Blu-ray Discドライブ搭載モデルを製品化した。
なお、Qosmioブランドでは無いが一時期、2003年～2004年頃のdynabookにもテレビ搭載（地上アナログ放送のみ）モデルが存在したきりで、しばらくはdynabookブランドでのテレビモデルは皆無であった。しかし、2009年夏モデルの追加モデルとして、dynabookブランドでは初めて、地上デジタルチューナーを内蔵したTVシリーズ（TV/68J2）が新たに加わった。このdynabook TVシリーズにはQosmioで搭載されている「SpursEngine」は搭載されていない。なお、TVシリーズは2010年秋冬モデルで「dynabook Qosmio T560」シリーズに変更となったため、dynabookブランドにおけるテレビチューナー搭載モデルは再び廃止となった。

## 沿革
- 2004年夏モデル：E10/1JCDT・E10/1KCDE・E10/1KLDEW

当初は15型XGA液晶を搭載。最上位モデルのE10/1KLDEWはCentrino対応のPentium Mを搭載。
- 2004年秋冬モデル：F10/2WLDEW・G10/27LDEW・G10/27LDER

このモデルより、15.4型ワイドWXGA液晶を搭載するF10シリーズと17型ワイドWXGA液晶を搭載するG10シリーズが登場する。
- 2005年春モデル：E10/370LS・E10/375LS・F10/390LS・F20/370LS1・F20/370LS2・F20/390LS1・F20/390LS2・G10/390LS・G20/390LS・G20/395LS

G系列に東芝RAIDを搭載した最上位仕様G20を追加。ExpressCardを搭載。2005年4月には既存のE10・F10・G10を刷新しHDD容量の増量や機能強化を行った。また、同年6月には2色のボディカラーが選べるF系列の新機種F20シリーズを設定した。
- 2005年夏モデル：F20/470LS・F20/473LS・F20/475LS・F20/490LS・F20/490LSW・F20/495LS・G20/490LS・G20/495LS

ラインナップを刷新。東芝製HDD＆DVDレコーダであるRDシリーズのUIを持つ「Qosmio AV Center」を搭載（2004年～2005年の春モデルまで、TV視聴ソフトはインタービデオ社のWIN DVRというソフトウェアを搭載していた。）。また、メモリを1GBに増量し、いち早くDLNAに対応。
- 2005年秋冬モデル：F20/573LS・F20/575LS・F20/590LS・G20/590LS・G30/593LS・G30/595LS・G30/596LS

買い替えユーザーにも対応する為、F20/573LS以外の機種には512MBのUSBフラッシュメモリを同梱。また、通常ではDVD1枚に収まりきれない場合でも、自動で1枚（4.7GB）にぴったり収まるサイズに変換して記録する「DVDぴったり記録」機能を搭載。メモリは一旦512MBに変更。2009年2月には追加モデルとして、G系列の3代目モデルとなるG30シリーズを設定。最上位機種のG30/596LSはノートパソコンとしては世界初となる地上デジタルチューナー+17型ワイドフルHD液晶を搭載。また、シリーズ全機種で1bitデジタルアンプを搭載し高音質に。また、intel Core Duoプロセッサを搭載し、パフォーマンスも飛躍的に向上された。
- 2006年夏モデル：F30/675LS・F30/695LS・F30/695LSBL・G30/697HS

G30/697HSはノートパソコンとしては世界初の地上デジタルTVチューナーとHD DVD-ROMドライブを搭載。また、F系列の3代目モデルとなるF30シリーズを設定。F30/695LSとF30/695LSBLは地上デジタルチューナーを搭載した。
- 2006年秋冬モデル：F30/770LS・F30/790LS・F30/795LS・F30/795LSBL・G30/795LS・G30/797HS

F30/795LS、F30/795LSBLとG30シリーズ全機種には新たに地上デジタル放送受信専用 室内用アンテナを同梱し、気軽に地上デジタル放送の視聴ができるようになった。また、HD DVD-ROMドライブ搭載のG30/797HSは現在の主流となる、intel Core 2 Duoを搭載した。
- 2007年春モデル：F30/83A・F30/85A・F30/87A・F30/87ABL・G30/95A・G30/97A

最上位モデルのG30/97Aはノートパソコンで世界初のHD DVD-Rドライブを搭載。HDDに録画したハイビジョン番組や、ハイビジョンビデオカメラで撮影し、取り込んだ映像を編集して、HD画質のまま記録・保存が可能となった。また、このモデルからOSがWindows Vista Home Premiumとなり、全機種に地上デジタルチューナーが搭載された（F30/83A以外の機種では地上アナログチューナーも搭載する）。
- 2007年夏モデル：F40/85C・F40/87C・F40/87CBL・G40/95C・G40/97C

G系列、F系列共に4代目に。本体に「Qosmio AVコントローラ」を新搭載し、戻る動作やスクロール動作が本体で操作できるようになり使い易さが向上された。
- 2007年秋冬モデル：F40/85D・F40/86DBL・F40/87DBL・F40/88DBL・G40/97D

F40/85Dを除く全機種で、業界で初めて、地上デジタルTVチューナーを2基搭載。これにより、放送時刻の重なった地上デジタルの2番組を同時に録画することが可能になった。また、HD DVD-Rドライブ搭載モデルを拡充し、新たにF40/88DBLにも搭載された。また最上位モデルであるG40/97Dは、同社のハイビジョン液晶テレビ「REGZA」（一部を除く2007年秋冬モデル以降の機種）とHDMIケーブルで接続し、テレビのリモコンでパソコンを操作することができるリンク機能「REGZA LINK（レグザリンク）」に対応。保存された映像や音楽、写真を鑑賞できるほか、HD DVDやDVDソフトの再生も可能。また再生や一時停止などの基本操作や電源ON/OFFもリモコン一つでできる。
- 2008年春モデル：F40/85E・F40/86EBL・F40/87EBL・F40/88EBL・G40/97E・G40/98E

F40/88EBLとG40/97EにHD DVD-RWドライブを世界で初めて搭載。HDDに録画したハイビジョン番組やハイビジョンビデオカメラで撮影した高精細映像をHD DVD-RWメディアにHD画質のまま残せて、書き換えもできる。またHD DVD-Rの書き込み速度が2倍速対応になった。さらにデジタル放送の録画新ルール「ダビング10」（コピー9回、ムーブ1回）や、従来標準画質でしか記録できなかったDVDにHD画質で記録できるHD Recに対応。ただしハイビジョンビデオカメラ映像（HDV形式）のみの対応で、録画した地上デジタル放送の記録には非対応である。さらに、G40には新世代アーキテクチャ（45nmプロセス）採用のintel Core 2 Duo T9300を搭載したG40/98Eを新たに追加した。G40/97E・G40/98Eは「REGZA LINK（レグザリンク）」対応。
- 2008年夏モデル：FX/77G・F40/85F・F40/86FBL・F50/88G・G50/97G・G50/98G

この代では、まずF40シリーズが2機種が発売された。上位機種(F40/86FBL)はintel Core 2 Duoを搭載した高機能のブラックボディ。下位機種(F40/85L)はintel Celeronを搭載したホワイトボディである。なお、2008年夏モデルより、Service Pack 1適応済みのWindows Vista Home Premiumを搭載し、下位機種では付属していなかった地上デジタル受信専用 室内用アンテナが付属するようになる。2008年6月には、追加モデルとして、Cell技術を用いたメディアプロセッサ（映像専用エンジン）「SpursEngine SE1000」を搭載したG50シリーズとF50/88Gを発売した。CPUには高性能のintel Core 2 Duo を搭載。データを録画しながら高速圧縮していくリアルタイムビデオ圧縮（H.264）を実現。地上デジタル放送をTSモードからEPモードまで5段階から選んで録画でき、EPモードで録画すれば、ファイルサイズをTSモードの1/8に圧縮でき、HDDへの録画時間が約8倍に拡大した。またDVD書き込み時に必要なエンコード要する時間を大幅に短縮したことで、書き込み時にかかる作業時間を約半分に抑えられる。さらに容量が大きいため動作が遅く、ファイル変換処理が長時間かかるホームビデオの編集もスムーズに行える。ホームビデオの映像を目的に応じてアップコンバートしたりダウンコンバートする変換がスピーディに行え、編集したファイルの出力は、従来機に比べ約10倍の速度で変換が可能。また、G50シリーズは18.4型ワイドFHD（フルHD）液晶に大型化されたほか、Webカメラと連携して、リモコンやマウスを持たずに「グー」や「パー」などの簡単なハンドジェスチャだけで動画系アプリケーションの再生や停止などの操作ができる「ハンドジェスチャリモコン」を搭載。また、高性能グラフィックアクセラレーターを搭載したTVチューナーレスモデルとして「dynabook Qosmio」FXシリーズを新たに設定した。
- 2008年秋冬モデル：F40/86G・F50/86G・GX/79G

先行でモデルチェンジしたF50/88GとG50シリーズに続き、F40とF50の下位モデルもモデルチェンジされた。F40はCore 2 Duo搭載モデルに集約し、新たに「Qosmio AVコントローラ」を搭載。また、F50/86Gは最新のCore 2 Duo P8400(2.26GHz)を搭載し、基本性能をアップさせた。また、高性能グラフィックスを搭載したTVチューナーレスの「dynabook Qosmio」には新たに18.4型ワイド液晶搭載のGXシリーズを追加した。
- 2009年春モデル：FX/G7H・F50/86H・GX/G8H・G50/96H・G50/97H

「SpursEngine」を搭載するG50と基本性能を充実したF50の2シリーズに集約。また、CPUの性能アップとメモリ増量を行った。また、G50にはシングルチューナー搭載モデルG50/96Hを追加した。また、「dynabook Qosmio」でも同様にCPUの性能アップとメモリ増量を行った。
- 2009年夏モデル：FX/G7J・F50/86J・GX/G8J・G50/96J・G50/98J

「SpursEngine」を改良。超解像技術「レゾリューションプラス」にはネット動画の映像をフルスクリーンの状態でも美しく再生できる機能を追加、「顔deナビ」にはDVDフェイスメニューを使ったオリジナルDVD作成機能を追加、ビデオ高速変換機能にはIpodなどで再生できるMP4形式への変換も可能になった。また、F50にも「SpursEngine」が搭載された（ハンドジェスチャリモコン機能なし）。「dynabook Qosmio」では32ビット版と64ビット版が選べるセレクタブルOSとなった。
- 2009年秋冬モデル：GX/G8K・G60/97K

G系列が6代目となる（このモデルからG系列のみとなる）。待望されていたBlu-ray Discドライブを搭載すると共に、エンコードの所要時間短縮により、非搭載機に比べ、約5倍の速度で書き込むことができる。グラフィックは「NVIDIA GeForce GT 230M」に性能を上げると共に、OSはWindows 7 Home Premiumに変更。さらに、周辺機器・ソフトをフル活用できる32ビット版とハードウェア性能を最大限に発揮する64ビット版を選べるセレクタブルOSを採用。また、ボディは黒をベースに、アクセントとして、縁の部分にオリエンタルレッドを採用した個性のあるデザインとなった。「dynabook Qosmio」でもOSをWindows 7 Home Premiumに変更し、グラフィックを「NVIDIA GeForce GT 230M」に性能アップした。
- 2010年春モデル：V65/86L・V65/88L・G65/97L

CPUをintel Core i5-520Mプロセッサー（2.40GHz）に変更し、パフォーマンスを向上。GPUも「NVIDIA GeForce GT 330M」に性能アップした。また、「dynabook Qosmio」は地上デジタルチューナーや映像専用エンジン「SpursEngine」を搭載した新シリーズ「dynabook Qosmio V65」となった。
- 2010年夏モデル：V65/87M・DX/98M

従来までラインナップされていた「Qosmio」が無くなり、「dynabook Qosmio」のみとなる。V65シリーズは1機種のみとなり、CPUはintel Core i5-450Mに変更し、OfficeをHome and Business 2010に更新した。また、東芝ノートPC25周年を記念し、一体型デスクトップモデルのDX/98Mを追加。本機種は1TBの大容量HDDや「SpursEngine」を備えており、ディスプレイ下部にはオンキヨー製ステレオスピーカーを搭載している。東芝製の一体型デスクトップPCは1999年に発売された法人向けモデル「DynaTop」以来、11年ぶりとなる。
- 2010年秋冬モデル：T560/T4AW・T560/T4AB・T750/T8A・D710/T4AB・D710/T4AR・D710/T6AB・D710/T6AB・D710/T6AR・D710/T8AB・D710/T8AR

ノートブックモデルは「dynabook TV」後継の「dynabook Qosmio T560」と「dynabook Qosmio V65」後継の「dynabook Qosmio T750」の2モデルとなった。Pentium搭載のT560は光学ドライブをBlu-ray Discドライブに変更。Core i5搭載のT750はCPU性能やHDD容量アップなど、基本性能を向上した。液晶一体型デスクトップモデルは「dynabook Qosmio DX」後継の「dynabook Qosmio D710」がラインナップされるが、カラーラインナップにシャイニーレッドを追加した他、ラインナップも新たに上位モデルから「SpursEngine」を省いた中位モデルとPentium搭載の下位モデルの3モデル6機種となった。また、上位モデル・中位モデルはダブル地上デジタルチューナーとなった。
- 2011年春モデル：T550/T4BW・T550/T4BB・T750/T8B・D710/T5BW・D710/T5BB・D710/T5BR・D710/T7BW・D710/T7BB・D710/T7BR・D711/T9BW・D711/T9BB・D711/T9BR

Pentium搭載のベーシックノートT560は液晶サイズのサイズダウンによりT550となり、セレクタブルOSが廃止され64ビット版となった。Core i5搭載のハイスタンダードノートT750は東レが開発したナノ積層技術を応用したフィルム「PICASUS（ピカサス）」をベースに名阪真空工業を加えた3社で共同開発した新加飾技術をLCDカバーに採用し、金属を使わずに金属調の質感と光沢を表現。汚れが付きにくい防指紋コーディングを施した。ボディカラーは濃い青緑系の新色「シャイニーオーシャン」となった。液晶一体型デスクトップモデルのD710は当初、Pentium搭載モデル（D710/T5B）のみだったが、後に、Core i5搭載の上位モデルD711/T9BとD710の中位モデルD710/T7Bが追加され先代同様3機種となった。D711/T9BはCore i5-2520MやBDXL対応のブルーレイディスクドライブを搭載した他、TVチューナーは地上・BS・110度CSデジタルダブルチューナーにグレードアップ。D710/T7BもCore i5-480Mとブルーレイディスクドライブを搭載している。また、カラーラインナップにリュクスホワイトが追加され3色展開となった。
- 2011年夏モデル：T551/T4CW・T551/T4CB・T551/T5CB・T551/T6CB・T751/T8CW・T751/T8CR・T851/D8CR・D711/T5CW・D711/T5CB・D711/T5CR・D711/T7CW・D711/T7CB・D711/T7CR・D711/T9CW・D711/T9CB・D711/T9CR

スタンダードAVノートのT500番台は第2世代に移行となり、ラインナップを拡充。新たに、Bluetooth内蔵モデルと、約8時間の稼働を実現した長時間バッテリーを採用したintel Core i3-2310M搭載モデルを追加した。ハイスタンダードAVノートのT700番台も第2世代に移行となり、テレビチューナーにはノートPCでは業界初となる地上・BS・110度CSデジタルダブルチューナーを採用。カラーもリュクスホワイトとシャイニーレッドの2色展開となった。さらに、世界初となる2Dと3Dを同時表示する「3Dウィンドウ」を搭載した3D対応モデルのT800番台を新設。液晶一体型のD700番台はCPUを刷新し、Pentium搭載モデル（D711/T5C）、Core i5搭載モデル（D711/T7C）、Core i7搭載モデル（D711/T9C）となった。また、Core i5搭載モデルはTVチューナーを地上・BS・110度CSデジタルダブルチューナーにグレードアップされた。
- 2011年秋冬モデル：T551/T4DW・T551/T4DB・T551/T6DW・T551/T6DB・T751/T8DW・T751/T8DR・T851/D8DR

液晶一体型デスクトップモデルのD700番台が新設の「dynabook REGZA PC」へ移行したため、再びAVノートの位置づけとなった。スタンダードAVノートのT500番台はクアッドコアCPUのCore i7-2670QM搭載モデルとお手軽なCeleron B800搭載モデルの2種類に整理。ハイスタンダードAVノートのT700番台はクアッドコアのCore i7-2670QMにランクアップ、メモリを8GBに倍増し基本性能を強化。さらに、Adobe Photoshop Elements 9とAdobe Premiere Elements 9を新たにプリインストールした。遅れて、グラスレス3DモデルのT800番台もモデルチェンジ。CPUをCore i7-2640Mにランクアップするとともに、前モデルでも搭載されていたAdobe Photoshop Elementsが"9"に更新するとともに、新たにAdobe Premiere Elements 9を新たにプリインストールされた。
- 2012年春モデル：T551/T4EW・T551/T4EB・T751/T8EW・T751/T8EB・T851/D8EB

Qosmioシリーズ共通で、ブルーレイディスクドライブがBDXLに対応し、付属品のワイヤレスマウスをレーザー式に変更。スタンダードAVノートのT500番台はラインナップをCeleron搭載モデルに集約。HDD容量が減った（750GB→640GB）が、これに伴って、Officeが前機種のPersonal 2010からHome and Business 2010にグレードアップし、前機種ではCore i7搭載モデルに搭載されていたAdobe Photoshop Elements 9とAdobe Premiere Elements 9 も新たに追加された。ハイスタンダードAVノートのT700番台はHDD容量を増量（750GB→1TB）したほか、ボディカラーはシャイニーレッドに替わって1年ぶりにシャイニーオーシャンが復活し、ホワイト系はオーロラホワイトに変更。遅れてグラスレス3DのT800番台もモデルチェンジを行い、T700番台と同様にHDDを増量（750GB→1TB）。ボディカラーは従来のシャイニーレッドから先に発表・発売されたT751/T8EBと同じシャイニーオーシャンに変更された。
- 2012年夏モデル：T752/T4FW・T752/T4FB・T752/T8FW・T752/T8FB・T852/D8FB

Qosmioシリーズ共通で、アルミの質感を生かした新ボディに刷新され、CPUにCore i7-3610QMに搭載。プリインストール済みのAdobe Photoshop ElementsとAdobe Premiere Elementsが"10"に更新された。ハイスタンダードAVノートのT700番台は音質と音場を修正する「SRS Premium Sound 3D」技術を採用。カラーはダークシルバーとライトシルバーの2色を設定。グラスレス3DモデルのT800番台は内蔵グラフィックスを「NVIDIA GeForce GT 640M」に性能を向上。カラーはダークシルバーのみを設定する。T700番台には遅れてT500番台後継のCeleron B820搭載モデルを追加。こちらはメモリを4GB、HDDを750GBにそれぞれ減らし、TVチューナーを地上デジタルシングルチューナーにグレードダウンしたベーシックタイプの位置づけになる。
- 2012年秋冬モデル：T752/V4GW・T752/V4GB・T752/V8GW・T752/V8GB

グラスレス3Dモデルが廃止され、ハイスタンダードAVノートのT752シリーズのみとなる。OSがWindows 8 64bitに刷新され、CPUを強化した（Core i7搭載モデルは3630QMに、Celeron搭載モデルはB830にそれぞれ変更）。
- 2013年春モデル：T752/V4HW・T752/V4HB・T752/V8HW・T752/V8HB

Core i7搭載モデルはHDDがNAND型フラッシュメモリを搭載し、高速アクセスを可能にしたハイブリッドHDDに、Celeron搭載モデルはCPUをHT（ハイパー・スレッティング）対応のCore i3-3120Mに強化、メモリを8GBに倍増して基本性能を強化。ソフトウェアではTV視聴・録画ソフトが「dynabook TV Center」となり、番組表の改良、最大20倍の長時間録画対応、簡易編集機能の追加など機能面を大幅に向上。OfficeもOffice Home and Business 2013に、Core i7搭載モデルに設定されているAdobe Photoshop ElementsとAdobe Premiere Elementsも"11"に更新された。
- 2013年夏モデル：T953/T8J

ラインナップはCore i7搭載モデルのみとなり、デザインを一新したほか、カラーは新色のクレッセントゴールドのみの設定とした。CPUは第4世代のCore i7-4700MQに、ディスプレイは静電容量式タッチパネル付フルHD液晶に強化されたほか、ワイヤレスマウスは従来のレシーバーを用いるレーザー式からレシーバー不要のBluetoothを用いる光学式に変更。ハイスピードHDMIケーブルを用いることで4K対応液晶テレビへの4K2K出力にも対応した。